# Gemeprost
Gemeprost (łac. gemeprostum) – organiczny związek chemiczny, syntetyczny analog prostaglandyny E1, używany jako środek do aborcji farmakologicznej (głównie w połączeniu z mifepristonem) w drugim trymestrze ciąży. Stosowany również do wywoływania porodu, przyśpieszenia procesu dojrzewania szyjki macicy oraz hamowania krwotoku poporodowego. W Polsce lek nie został zarejestrowany.

## Przeciwwskazania
Niewyjaśnione krwawienia z dróg rodnych, zrosty wewnątrzmaciczne, łożysko przodujące

## Działania niepożądane
Krwawienia z dróg rodnych, bóle podbrzusza, nudności, wymioty, biegunka, bóle głowy, osłabienie siły mięśniowej, zawroty głowy, rumień, dreszcze, ból pleców, trudności w oddychaniu, ból w klatce piersiowej, kołatanie serca, łagodna gorączka. Notowano sporadycznie przypadki ciężkich powikłań w trakcie zabiegu: pęknięcie macicy (głównie u pacjentek z zabiegami ginekologicznymi w przeszłości lub u wieloródek), znaczne spadki ciśnienia, skurcz tętnic wieńcowych, zawał mięśnia sercowego.

## Postać leku
Globulki dopochwowe 1 mg (producent: Sanofi-Aventis)